# 佩露絲·切穆泰
佩露絲·切穆泰（Peruth Chemutai，1999年7月10日—），烏干達田徑運動員，她代表烏干達隊參加了日本舉行的2020年夏季奧林匹克運動會，並且在女子3000米障礙賽上獲得金牌。